# S. R. Rao
S. R. Rao (Shikaripura Ranganatha Rao; * 1. Juli 1922 in Anandapuram, Distrikt Shivamogga; † 3. Januar 2013 in Bangalore, Karnataka) war ein indischer Archäologe, der sich mit Unterwasserarchäologie beschäftigte.

## Leben
S. R. Rao studierte an der University of Mysore (B.A., 1942) und der Nagpur University (M.A., 1946). Als Archäologe leitete er mehrere Ausgrabungen an verschiedenen indischen Orten wie beispielsweise Rangpur, Amreli, Bhagatrav, Dwaraka, Hanur, Aihole und Kaveripattinam. Er verfasste als Autor mehrere Bücher über seine archäologischen Entdeckungen. So entdeckte er etwa gemeinsam mit seinem archäologischen Forschungsteam den Hafen der untergegangenen indischen Stadt Lothal, die zur Indus-Kultur gehörte, im indischen Bundesstaat Gujarat.

## Schriften
- 1973: Lothal and the Indus Civilisation, Bombay: Asia Publishing House, ISBN 0-210-22278-6
- 1979 und 1985: Lothal: A Harappan Port Town (1955 - 1962), Vols. I and II, Memoirs of the Archaeological Survey of India, Nr. 78, New Delhi,
- 1985: Lothal, New Delhi: the Director General, Archaeological Survey of India
- 1991: Dawn and Devolution of the Indus Civilization, ISBN 81-85179-74-3, Delhi: Aditya Prakashan
- 1992: New Trends in Indian Art and Archaeology: S.R. Rao's 70th Birthday Felicitation Volumes, herausgegeben von B.U. Nayak und N.C. Ghosh, 2 Ausgaben
- 1994: New Frontiers of Archaeology, Bombay: Popular Prakashan, ISBN 81-7154-689-7
- 1999: The Lost City of Dvaraka, National Institute of Oceanography, ISBN 81-86471-48-0
- 2001: Marine Archaeology in India, Delhi: Publications Division, ISBN 81-230-0785-X